# Jiří Synek (judista)
Jiří Synek (23. března 1927 Praha-Královské Vinohrady – 25. října 2018 Banská Bystrica) byl československý a český zápasník – judista a judistický trenér.

## Životopis
Narodil se do složitých rodinných poměrů. V dětství přišel o oba rodiče. Vyučil se pekařem v Lužci nad Vltavou, ale později pracoval jako pomocník v čalounické firmě na pražském Žižkově. Ve volném čase se věnoval zápasu řecko-římskému.
Po druhé světové válce v roce 1945 nastoupil k sboru národní bezpečnosti (SNB) a sloužil jako pohraničník. Počátkem padesátých let dvacátého století ho upoutala nabídka lekcí sebeobrany jiu-jitsu, které vedl Miloš Tůma v dnešním paláci Kotva v Praze. Tůma ho svým uměním inspiroval věnovat se sportovnímu judu, kde z počátku využíval svých znalostí z klasického zápasu. Svůj první titul mistra republiky získal jako reprezentant armádního oddílu ÚDA (později Dukla) v roce 1953.
V roce 1957 reprezentoval Československo na mistrovství Evropy v nizozemském Rotterdamu v lehké váze do 68 kg a v dnes již zaniklé disciplíně technických stupňů (3. DAN). Tehdy se již věnoval trenérské práci v armádním oddíle Dukla převeleném z Prahy do Plzně. Praktickou přípravu však s týmem absolvovali nadále v Praze v bubenečské sokolovně (viz sportovní hala Královka).
V roce 1967 byl s armádním odborem převelen na Slovensko do Banské Bystrice, kde zhruba od poloviny sedmdesátých let dvacátého století vytvořil judistům výborné podmínky pro vrcholovou přípravu ve spolupráci s mladším trenérem Ludvíkem Wolfem. Trenérskou kariéru ukončil koncem osmdesátých let dvacátého století. Jeho posledním výrazným počinem bylo vybudování sportovního střediska mládeže při Dukle Banská Bystrica v roce 1987.
Za svou trenérskou kariéru připravil řadu reprezentantů – Leopold Pišín, Jaroslav Polák, Vladimír Novák, Vladimír Procházka, Vladimír Kocman, Jaroslav Kříž, Stanislav Tůma, Ján Gregor st. a další.